# Ahasver in Rom
Ahasver in Rom (ursprünglich erschienen unter dem Titel Ahasverus in Rom) ist das bekannteste Werk des österreichischen Schriftstellers Robert Hamerling (1830–1889), entstanden zwischen Januar und April 1865. Es ist ein in sechs Gesängen angelegtes episches Gedicht, das den Kaiser Nero mit der Figur des Ahasver, des „Ewigen Juden“, identifiziert. Bei Hamerling ist Ahasver als der ewig strebende, ringende und leidende Mensch Sinnbild allen Weltschmerzes. Hamerling zeichnet Nero als lebensdurstigen, dionysischen Menschen.

## Die Titel der sechs Gesänge
1. Die Schenke Locusta’s
2. Das Bacchanal
3. Agrippina
4. Der Brand
5. Das goldene Haus
6. Ahasver

Hamerling hat dem Werk noch einen Epilog an die Kritiker beigefügt.

## Buchausgaben
- Erstausgabe: Richter, Hamburg 1865
- Ahasver in Rom. Drama in fünf Akten. Dichtung. Für die Bühne bearbeitet von Julius Horst. Hamburg 1900
- Jüngste Ausgabe: Zbinden, Basel 1967